# Tim Berne
Tim Berne (* 16. října 1954, Syracuse, New York, USA) je americký saxofonista. O hraní na hudební nástroj neměl zájem až do doby, kdy chodil na Lewis & Clark College. Značný vliv na něj mělo album Dogon A.D. (1972) od Julia Hemphilla, se kterým si později i zahrál. Během své kariéry spolupracoval s mnoha hudebníky, mezi něž patří například John Zorn, Jósuke Jamašita, Nels Cline a Michael Formanek. V roce 2019 vydal ve spolupráci s Davidem Tornem a Chesem Smithem album Sun of Goldfinger. Také vydal několik desítek vlastních alb.